# Archidiocèse de Pretoria
L'archidiocèse métropolitain de Pretoria est l'un des quatre archidiocèses de l'Église catholique en Afrique du Sud (en) ; il est situé dans le Nord-Est de l'Afrique du Sud. Son siège est à Pretoria, la cinquième ville du pays par le nombre d'habitants et la capitale administrative du pays. 
Les diocèses suffragants sont Francistown (en) et Gaborone au Botswana et Polokwane (en), Rustenburg (en) et Tzaneen (en) en Afrique du Sud. Il a été érigé en archidiocèse le 11 janvier 1951, à partir du vicariat apostolique de Pretoria.
L'archevêque de Pretoria est Mgr Dabula Anton Mpako depuis avril 2019. Il est également ordinaire militaire pour l'Afrique du Sud. 

## Historique
Le vicariat apostolique de Pretoria est établi en 1948 à partir de territoires du vicariat apostolique de Kimberley et du vicariat apostolique de Transvaal.
En 1951, le vicariat apostolique est élevé archidiocèse de métropolitain. Il alors pour suffragants les diocèses de Bremersdorp (en Eswatini), de Johannesburg et de Lydenburg ainsi que l'abbaye territoriale de Pietersburg. 
En 1971, il perd une partie de son territoire pour établir la préfecture apostolique de Rustenburg. De 1972 à 1987, il obtient pour nouveaux suffragants les diocèses de Louis Trichardt–Tzaneen, de Klerksdorp et de Rustenburg.
En 2007, le diocèse de Johannesburg est élevé au rang d'archidiocèse métropolitain et l'archidiocèse de Pretoria perd alors une partie de ses suffragants : Johannesburg, Klerksdorp, Manzini et Witbank. La même année, il obtient deux nouveaux suffragants du Botswana : le diocèse de Gaborone et le vicariat apostolique de Francistown.

## Ordinaires

### Vicaire apostolique de Pretoria
- John Colburn Garner (9 avril 1948 - 11 janvier 1951), nommé archevêque

### Archevêques de Pretoria
- John Colburn Garner (11 janvier 1951 - 28 avril 1975)
- George Francis Daniel (28 avril 1975 - 24 novembre 2008)
- Paul Mandla Khumalo, C.M.M. (24 novembre 2008 - 15 décembre 2009)
- William Matthew Slattery, O.F.M. (23 décembre 2010 - 30 avril 2019)
- Dabula Anthony Mpako (depuis le 30 avril 2019)

### Évêque auxiliaire
- Masilo John Selemela (depuis le 16 juillet 2022)